# SRH Klinikum Sigmaringen
Das SRH Klinikum Sigmaringen ist ein Krankenhaus in Sigmaringen in Trägerschaft der SRH Kliniken Landkreis Sigmaringen GmbH.

## Geschichte
Das Krankenhaus geht auf eine Stiftung des Sigmaringer Fürstenhauses zurück, die in den Jahren 1841 bis 1846 zur Errichtung des hohenzollerischen Landesspitals führte. Als Fürst-Carl-Landesspital bzw. später Fürst-Carl-Landeskrankenhaus bestand diese Einrichtung bis 1979, allerdings mit wechselnden Verantwortungsträgern. So ging die Verantwortung vom Fürstentum mit dessen staatlichen Anschluss an Preußen 1850 an die preußische Regierung über, die die Verwaltung 1874 an den Landeskommunalverband der Hohenzollerischen Lande übertrug.
1963 ging die Verwaltung der Krankenhausstiftung auf den Landkreis Sigmaringen über und wurde so zum Kreiskrankenhaus. Von 1974 bis 1979 wurde das heutige Kreiskrankenhaus gebaut, 1979 erlosch mit dessen Inbetriebnahme die alte Stiftung.

### Fürst-Carl-Landeskrankenhaus

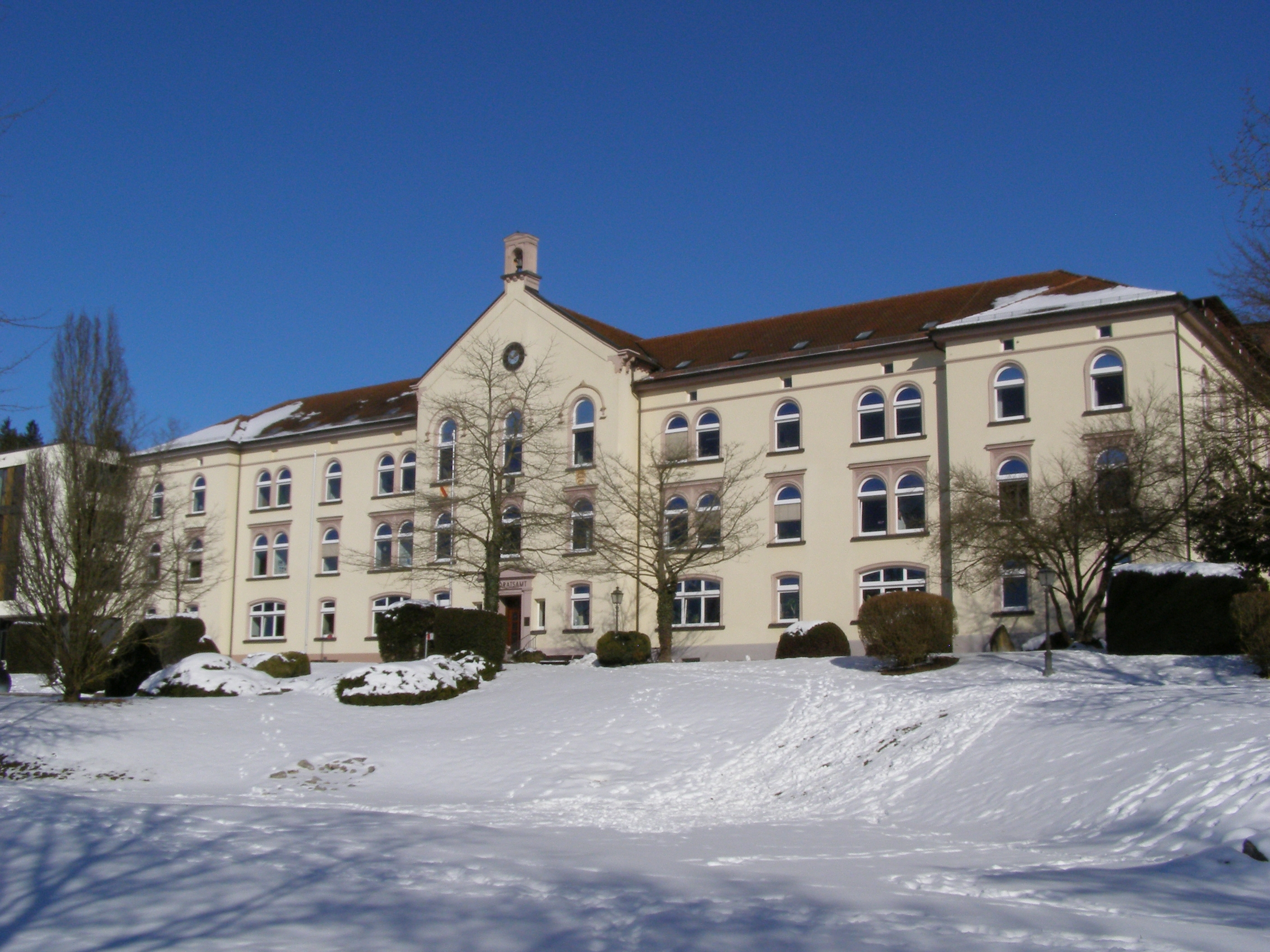
Früheres Landesspital, heute Landratsamt

Das Gebäude im klassizistischem Stil am Mühlberg in Sigmaringen wurde als Landesspital nach dreijähriger Bauzeit im Jahr 1847 eröffnet. Es war in den Jahren 1847 bis 1979 ein Krankenhaus für verschiedene Zwecke, auch für Psychiatrie. 1912 waren drei Ärzte, 22 Ordensschwestern und einige männliche Krankenpfleger für die Psychiatrie tätig.
Zeit des Nationalsozialismus

Zwischen 1934 und 1942 wurden mehr als 100 Männer aus ganz Hohenzollern und angrenzenden Orten der Zwangssterilisation unterzogen. 1940/41 wurden 90 der 213 Patienten der Psychiatrieabteilung in den Tötungsanstalten Grafeneck und Hadamar ermordet. Sie wurden am 12. Dezember 1940 und 14. März 1941 abtransportiert.

### Nachkriegszeit

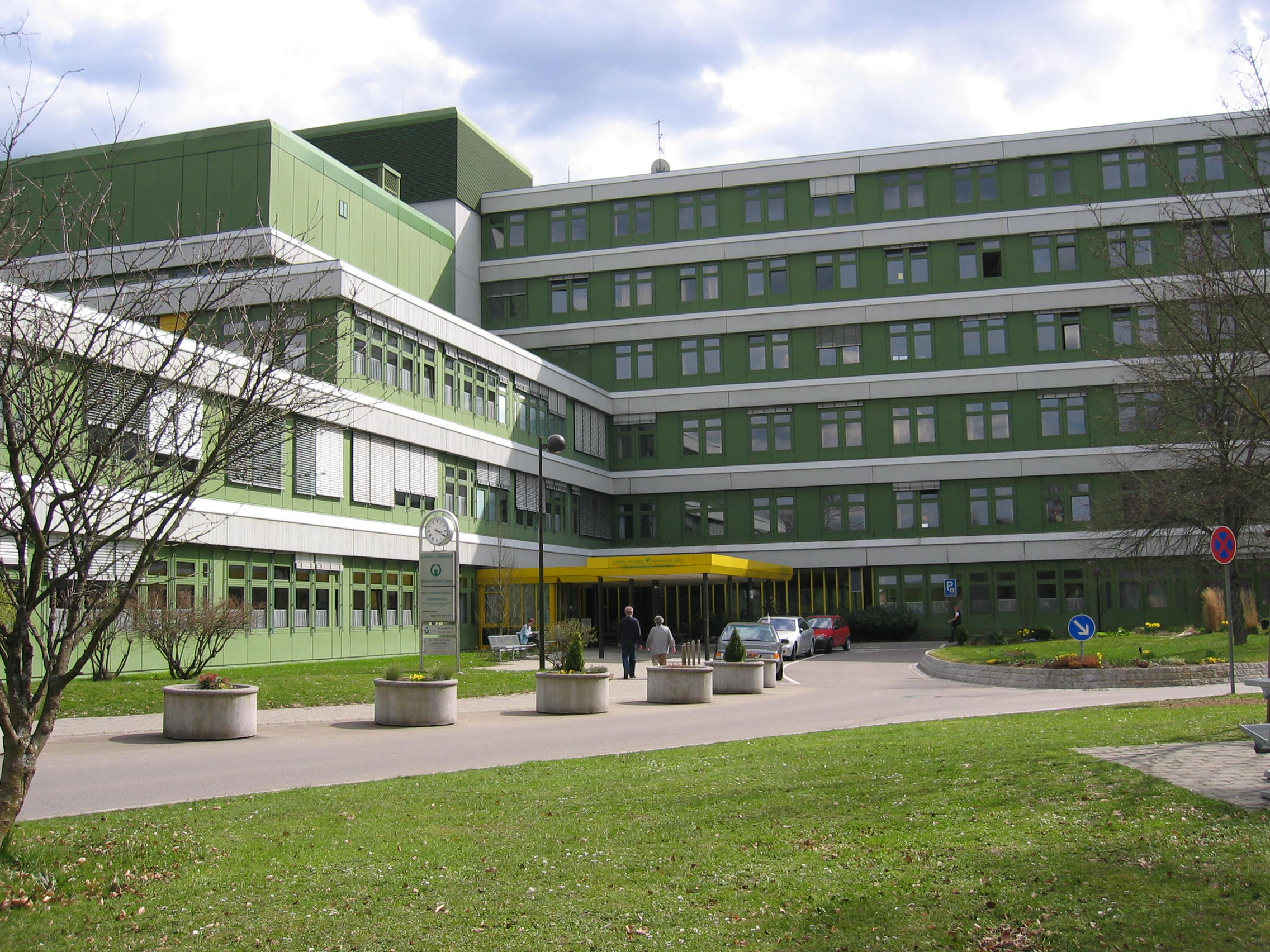
Kreiskrankenhaus Sigmaringen

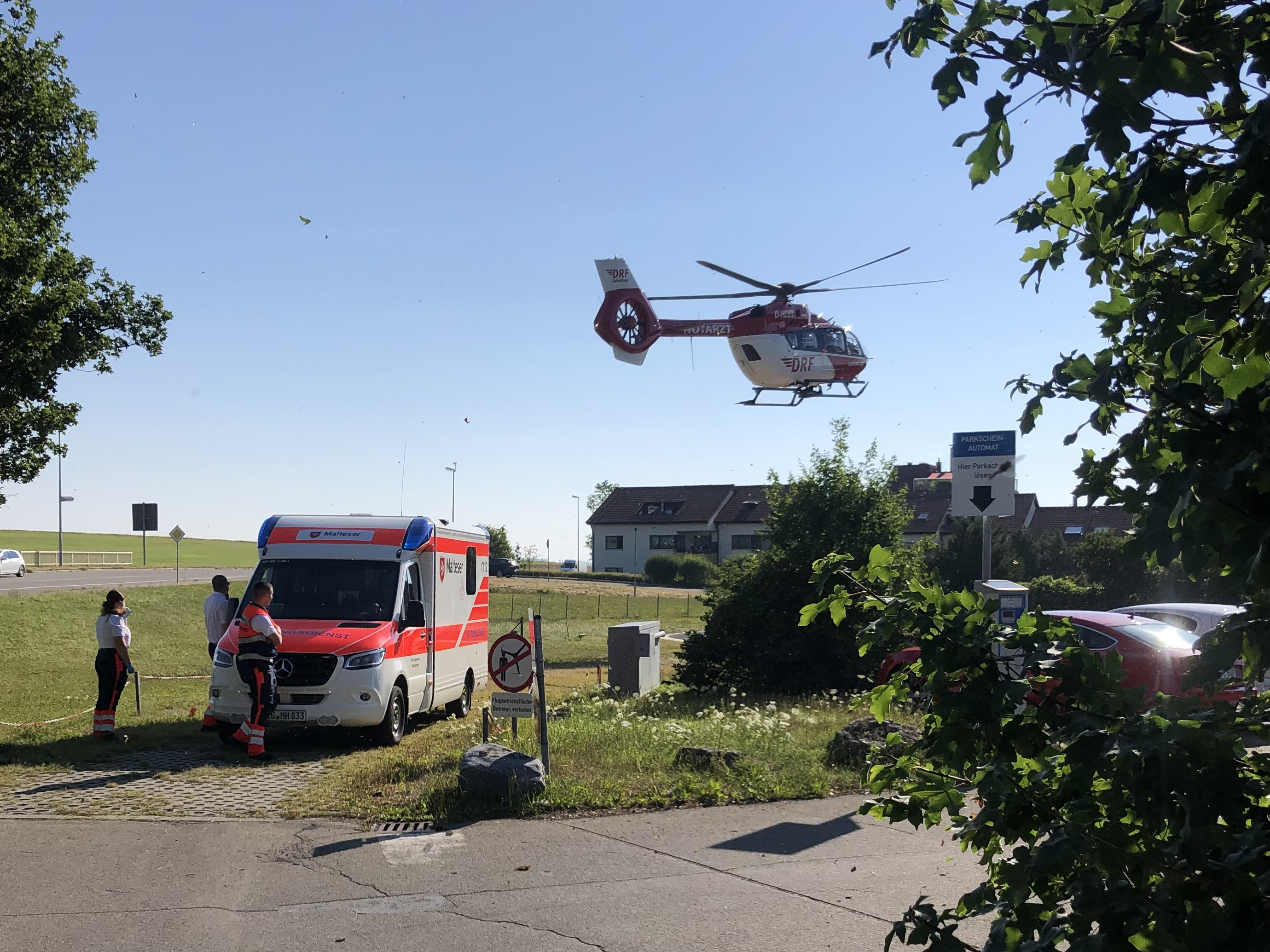
Helikopterlandung beim Krankenhaus

1979 waren acht Chefärzte, zehn Oberärzte, 29 Assistenzärzte und mehrere Medizinalpraktikanten beschäftigt. Das neue Kreiskrankenhaus Sigmaringen wurde ab Februar 1974 auf dem Dettinger Berg gebaut und im Februar 1979 eröffnet. Später erfolgte der Umbau des alten Gebäudes zum Landratsamt, das es bis heute beherbergt. In den Nebengebäuden Annahaus und Vinzenzhaus ist die psychiatrische Pflegeabteilung des Krankenhauses sowie der DRK-Kreisverband untergebracht.
2005 wurde ein Gedenkstein für die ermordeten Patienten errichtet.

### Liste der Krankenhausdirektoren
- 1847–1851: Franz Xaver Alt, Physikus
- 1851–1856: Heinrich Rappold, Oberamtswundarzt
- 1856–1870: Oskar Schwarz, Regierungsmedizinalrat
- 1870–1879: Freiherr Karl Friedrich von Massenbach, Regierungsmedizinalrat
- 1879–1882: Theodor Hafner, Praktischer Arzt
- 1882–1907: Alfons Bilharz, Praktischer Arzt
- 1907–1914: Johannes Longard, Gerichtsarzt
- 1914–1942: Friedrich End, Praktischer Arzt
- 1943–1963: Hermann Lieb, Facharzt für Chirurgie, von 1945 bis 1948 vertreten durch Hans Hüetlin, Nervenarzt
- 1963–1965: Hans Robbers, Facharzt für Innere Krankheiten
- 1965–1976: Rudolf Eisele, Facharzt für Chirurgie
- 1976–Februar 1979: Gebhard Amann, Facharzt für Innere Krankheiten